# Abierto de Australia 1974
Lista de los campeones del Abierto de Australia de 1974:

## Individual masculino
Jimmy Connors (USA) d. Phil Dent (AUS), 7–6, 6–4, 4–6, 6–3

## Individual femenino
Evonne Goolagong Cawley (AUS) d. Chris Evert (USA), 7–6, 4–6, 6–0

## Dobles masculino
Ross Case/Geoff Masters (AUS)

## Dobles femenino
Evonne Goolagong Cawley (AUS)/Peggy Michel (USA)
| Predecesor: 1973                           | Abierto de Australia 1974 | Sucesor: 1975                         |
| Predecesor: Abierto de Estados Unidos 1973 | Grand Slam 1974           | Sucesor: Torneo de Roland Garros 1974 |

- Datos: Q781682